# Jean Yonnel
Jean-Estève Schachmann dit Jean Yonnel, est un acteur français né le 8 juillet 1891 à Bucarest et mort le 17 août 1968 à Beynes (Yvelines).

## Biographie
D'origine de la minorité allemande de Roumanie, il fut l'un des derniers tragédiens dans la grande tradition des acteurs du début de siècle (il joua avec Mounet-Sully et Sarah Bernhardt). Il effectua l'ensemble de sa carrière à la Comédie-Française après des débuts au Théâtre de l'Odéon, au Gymnase et au Théâtre Sarah-Bernhardt (il y crée La Gloire de Maurice Rostand).
À la Comédie-Française, il tint les emplois de jeune premier tragique et romantique. Il fut l'interprète favori d'Henry de Montherlant dont il créa le rôle du roi Ferrante dans La Reine morte.
Nommé professeur au Conservatoire national supérieur d'art dramatique, il perpétuera de 1947 à 1962 la grande tradition classique.
Selon Noëlle Guibert et Jacqueline Razgonnikoff dans le Dictionnaire des comédiens français, il fut « un acteur exigeant, rigoureux et d'une scrupuleuse honnêteté » (Comédie-Française, no 129-130, mai-juin 1984).
Il apparaît également au cinéma, entre 1913 et 1966, dans des films français (à l'exception d'une coproduction franco-espagnole, son dernier film), ainsi que dans un téléfilm en 1961.
Décédé à l'âge de 77 ans, en 1968, il est enterré au cimetière communal des Lilas.

## Formation
- Conservatoire national supérieur d'art dramatique (classe de Leitner)
- Premier Prix de Tragédie
- Premier Accessit de Comédie

## Théâtre

### Hors Comédie-Française
- 1922 : La Dernière Nuit de Don Juan d'Edmond Rostand, Théâtre de la Porte-Saint-Martin
- 1923 : Le Phénix de Maurice Rostand, Théâtre de la Porte-Saint-Martin
- 1924 : Le singe qui parle de René Fauchois, mise en scène René Rocher, Comédie Caumartin
- 1925 : La Vierge au grand cœur de François Porché, mise en scène Simone Le Bargy, Théâtre de la Renaissance
- 1925 : Une femme d'Edmond Guiraud, Théâtre Fémina
- 1925 : Le Rosaire d'André Bisson, d'après Florence L. Barclay, Odéon-Théâtre de l'Europe[2]
- 1935 : Hommage des acteurs à Pirandello : Vêtir ceux qui sont nus de Luigi Pirandello, Théâtre des Mathurins

### Comédie-Française
- Engagement le 20 janvier 1926
- Sociétaire du 1er janvier 1929 au 31 décembre 1955
- 378e sociétaire
- Doyen le 1er janvier 1954
- Sociétaire honoraire le 1er janvier 1956
- Ses rôles :

1. Don Rodrigue, Le Cid, Pierre Corneille, 21 février 1926 à 1929 (7 fois)
2. Silvio, À quoi rêvent les jeunes filles, Alfred de Musset, 21 avril 1926
3. Gérald, La Fille de Roland, Henri de Bornier, 1926
4. Oreste, Andromaque, Jean Racine, 1926-1948 (50 fois)
5. Hippolyte, Phèdre, Jean Racine, 1926-1936 (21 fois)
6. Antiochus, Bérénice, Jean Racine, 22 août 1926 au 11 mai 1944 (37 fois)
7. Britannicus, Britannicus, Jean Racine, 1926-1930 (9 fois)
8. Le Poète, La Nuit de Mai, Alfred de Musset, 1926
9. Pierre Vareine, Les Marionnettes, Pierre Wolff, 1926
10. Curiace, Horace, Pierre Corneille, 1927-1940 (36 fois)
11. Pierre Rigaud, Le Cœur partagé, Tristan Bernard, 1927
12. Néron, Britannicus, Jean Racine, 1927-1942 (30 fois)
13. Pierre Sibald, Le Flambeau de la noce, Saint-Georges de Bouhélier, 25 mars 1927
14. Prinzivalle, Monna Vanna, Maurice Maeterlinck, 1927
15. Thomas Strozzi, Lorenzaccio, Alfred de Musset, 4 juin 1927
16. Pierre Strozzi, Lorenzaccio, Alfred de Musset, 1927
17. Chatterton, Chatterton, Alfred de Vigny, 11 juin 1927 au 14 janvier 1937 (14 fois)
18. Fantasio, Fantasio, Alfred de Musset, 1927
19. Jean Gaussin, Sapho, Alphonse Daudet et Auguste Belot, 1928
20. Perdican, On ne badine pas avec l'amour, Alfred de Musset, 1928
21. Nemours, Louis XI, Casimir Delavigne, 1928
22. Philippe Rosègue, Le Marchand de Paris, Edmond Fleg, 5 mars 1929
23. René Dangenne, Antoinette Sabrier, Romain Coolus, 28 mai 1929
24. Sylvestre, La Belle Marinière, Marcel Achard, 4 novembre 1929
25. Le Prince Eysenack, La Nuit vénitienne, Alfred de Musset, 1929
26. Henry III, Les Trois Henry, André Lang, 19 mars 1930
27. André d'Éguzon, La Belle Aventure, Robert de Flers, Gaston Arman de Caillavet et Emmanuel Arène, 11 octobre 1930
28. Henry Guize, Le Maître de son cœur, Paul Raynal, 31 janvier 1931
29. Robert de Chaceroy, La Rafale, Henry Bernstein, 10 mars 1931
30. Don Sanche, Le Cid, Pierre Corneille, 10 juin 1931 au 5 juin 1933 (7 fois)
31. Gilles, Le Voyageur et l'amour, Paul Morand, 25 janvier 1932
32. Hamlet, La Tragique histoire d'Hamlet, William Shakespeare - Paul Morand et Marcel Schwob, 3 mai 1932
33. Charles Ponta Tulli, Le Secret, Henri Bernstein, 27 décembre 1932
34. Le Prince d'Allemagne, La Francerie, Paul Raynal, 21 mars 1933
35. Frédéri, L'Arlésienne, Alphonse Daudet, 8 octobre 1933
36. Le Prince, La Couronne de carton, Jean Sarment, 19 mars 1934
37. Rodrigue, Une nuit d'automne, Jean Valmy-Baysse, 1er octobre 1934
38. Polyeucte, Polyeucte, Pierre Corneille, 22 mars 1937 à 1949 (49 fois)
39. Acomat, Bajazet, Jean Racine, mise en scène Jacques Copeau, 24 mai 1937 au 29 septembre 1958 (32 fois)
40. le Philosophe, Le Simoun, Henri-René Lenormand, mise en scène Gaston Baty, 22 juin 1937
41. Don Carlos, Hernani, Victor Hugo, mise en scène Georges Le Roy, 10 août 1937
42. Mithridate, Mithridate, Jean Racine, mise en scène Jean Yonnel, 16 décembre 1937 au 17 avril 1961 (52 fois)
43. Ruy Blas, Ruy Blas, Victor Hugo, mise en scène Pierre Dux, 23 mai 1938 au 9 mars 1944 (49 fois)
44. d'Artagnan, Cyrano de Bergerac, Edmond Rostand, mise en scène Pierre Dux, 19 décembre 1938
45. Jésus, A souffert sous Ponce Pilate, Paul Raynal, mise en scène René Alexandre, 26 avril 1939
46. Joad, Athalie, Jean Racine, mise en scène Georges Le Roy, 19 mai 1939 au 8 février 1948 (27 fois)
47. Un Garde, Le Misanthrope, Molière, mise en scène Jacques Copeau, 29 février 1940
48. Thoas, Iphigénie en Tauride, Goethe, mise en scène Jean Yonnel, 10 avril 1942
49. Le Roi Ferrante, La Reine morte, Henry de Montherlant, mise en scène Pierre Dux, 8 décembre 1942 à 1962 (330 fois)
50. Don Pélage, Le Soulier de satin, Paul Claudel, mise en scène Jean-Louis Barrault, 27 novembre 1943
51. Brécourt, L'Impromptu de Versailles, Molière, mise en scène Pierre Dux, 28 octobre 1944
52. Tartuffe, Tartuffe, Molière, 22 mai 1945
53. Thésée, Phèdre, Jean Racine, mise en scène Jean-Louis Barrault, 22 juin 1945
54. Don Salluste de Bazan, Ruy Blas, Victor Hugo, mise en scène Pierre Dux, 25 juin 1945 au 1er juin 1950 (55 fois)
55. Oronte, Le Misanthrope, Molière, tournée en Allemagne, 9 mars 1946 ; 1re à Paris, 1er avril 1946
56. Iphitas, La Princesse d'Élide, Molière, mise en scène Jean-Louis Barrault, 30 mai 1946
57. Assuérus, Esther, Jean Racine, mise en scène Georges Le Roy, 30 mai 1946 (17 fois)
58. Monsieur de Virelade, Les Mal-aimés, François Mauriac, mise en scène Jean-Louis Barrault, 22 novembre 1946
59. Titus, Bérénice, Jean Racine, mise en scène Gaston Baty, 13 décembre 1946 au 27 février 1947 (24 fois)
60. Mazarin, Le Lever du soleil, Mme Simone, mise en scène Jean Meyer, 20 décembre 1946
61. Le Marquis de Porcellet, Les affaires sont les affaires, Octave Mirbeau, 24 mai 1947
62. le Colonel Philippe Bridau, La Rabouilleuse, Émile Fabre, d'après Honoré de Balzac, 4 octobre 1947
63. le Marquis de la Romana, Les Espagnols en Danemark, Prosper Mérimée, mise en scène Jean Meyer, 5 mai 1948
64. Agammemnon, Iphigénie, Jean Racine, mise en scène Julien Bertheau, 23 mars 1949 (15 fois)
65. Don Diègue, Le Cid, Pierre Corneille, mise en scène Julien Bertheau, 12 octobre 1949 à 1963 (212 fois)
66. l'Inquisiteur, L'Homme de cendres, André Obey, mise en scène Julien Bertheau, 21 décembre 1949, au Théâtre de l'Odéon
67. Le Pape Pie, L'Otage, Paul Claudel, mise en scène Henri Rollan, 23 mai 1950
68. Prusias, Nicomède, Pierre Corneille, mise en scène Jean Yonnel, 29 novembre 1950
69. Juste-Agénior de Baraglioul, Les Caves du Vatican, André Gide, mise en scène Jean Meyer, 13 décembre 1950
70. Tirésias, Antigone, Sophocle - Bonnard, 19 juin 1951
71. Don Ruy Gomez, Hernani, Victor Hugo, mise en scène Henri Rollan, 26 février 1952 (14 fois)
72. Œdipe, Œdipe roi, Sophocle - Bonnard, mise en scène Julien Bertheau, 14 mai 1952
73. Dom Louis, Dom Juan, Molière, mise en scène Jean Meyer, 5 novembre 1952
74. Mitdridate, Mithridate, Racine, mise en scène Jean Meyer, 1er décembre 1952
75. le Vieil Horace, Horace, Pierre Corneille, mise en scène Jean Debucourt, 9 avril 1954
76. Le Visiteur, Port-Royal, Henry de Montherlant, mise en scène Jean Meyer, 8 décembre 1954
77. Anne Vercors, L'Annonce faite à Marie, Paul Claudel, mise en scène Julien Bertheau, 17 février 1955
78. Don Fernando, Le Maître de Santiago, Henry de Montherlant, mise en scène Henri Rollan, 10 février 1958
79. Camporeal, Ruy Blas, Victor Hugo, mise en scène Raymond Rouleau, novembre 1960
80. L'annoncier, La Troupe du Roy, Hommage à Molière, mise en scène Paul-Émile Deiber, 15 janvier 1962

## Filmographie
- 1913 : Le Crime enseveli, court métrage d'Henri Fescourt
- 1915 : Strass et Compagnie d'Abel Gance
- 1917 : Les lois du monde de Roger Lion : Claude Harlé
- 1918 : La Flamme cachée de Roger Lion
- 1922 : Vingt Ans après d'Henri Diamant-Berger : D'Artagnan
- 1925 : Jack de Robert Saidreau
- 1933 : L'Homme mystérieux (Obsession) de Maurice Tourneur : Raymond
- 1934 : Un soir à la Comédie-Française de Léonce Perret - court métrage -
- 1934 : Fanatisme de Gaston Ravel : le prince de Valnéro
- 1934 : Amok de Fédor Ozep : Holk
- 1935 : Kœnigsmark de Maurice Tourneur : le grand-duc Rodolphe
- 1936 : L'Appel du silence de Léon Poirier : Charles de Foucauld
- 1937 : Boissière de Fernand Rivers : Hector Le Barois
- 1937 : Les Nuits blanches de Saint-Pétersbourg de Jean Dréville : Dimitri Pozdnychef
- 1938 : La Tragédie impériale de Marcel L'Herbier
- 1939 : Les Trois Tambours (Vive la nation) de Maurice de Canonge : l'abbé Pessonneau
- 1945 : La Part de l'ombre de Jean Delannoy : Jérôme Noblet
- 1945 : Mission spéciale de Maurice de Canonge : Sartène
- 1947 : Les Requins de Gibraltar d'Emil-Edwin Reinert
- 1950 : Le Grand Rendez-vous de Jean Dréville : le baron Darvey
- 1951 : Procès au Vatican d'André Haguet : l'abbé Faure
- 1953 : Jep le Traboucaire de Jean Faurez - Film resté inachevé -
- 1955 : Marianne de ma jeunesse de Julien Duvivier : le chevalier - même rôle dans la version allemande du film Marianne
- 1961 : Le Capitaine Fracasse de Pierre Gaspard-Huit : le prince de Moussy
- 1961 : La Reine morte, téléfilm de Lazare Iglesis, d'après La Reine morte d'Henry de Montherlant
- 1963 : Un drôle de paroissien de Jean-Pierre Mocky : M. Matthieu Lachesnaye, le père de Georges
- 1966 : La dama del alba de Francisco Rovira Beleta